# Сантарем (Пара)
Сантарем (порт.-браз. Santarém) — муніципалітет в Бразилії, входить в штат Пара. Складова частина мезорегіону Байшу-Амазонас. Входить в економіко-статистичний мікрорегіон Сантарем. Населення становить 294 580 осіб на 2010 рік. Займає площу 17 898,390 км². Щільність населення — 16,46 чол./км².
Місто засноване 22 червня 1661 року.

## Клімат
Місто знаходиться у зоні, котра характеризується мусонним кліматом. Найтепліший місяць — вересень із середньою температурою 28.9 °C (84 °F). Найхолодніший місяць — лютий, із середньою температурою 27.2 °С (81 °F).
| Клімат Сантарема        | Клімат Сантарема | Клімат Сантарема | Клімат Сантарема | Клімат Сантарема | Клімат Сантарема | Клімат Сантарема | Клімат Сантарема | Клімат Сантарема | Клімат Сантарема | Клімат Сантарема | Клімат Сантарема | Клімат Сантарема | Клімат Сантарема |
| Показник                | Січ.             | Лют.             | Бер.             | Квіт.            | Трав.            | Черв.            | Лип.             | Серп.            | Вер.             | Жовт.            | Лист.            | Груд.            | Рік              |
| Абсолютний максимум, °C | 37               | 37               | 37               | 37               | 33               | 37               | 37               | 38               | 36               | 37               | 38               | 38               | 38               |
| Середній максимум, °C   | 30               | 30               | 30               | 30               | 30               | 30               | 31               | 31               | 32               | 32               | 32               | 31               | 31               |
| Середня температура, °C | 27               | 27               | 27               | 27               | 27               | 27               | 27               | 28               | 28               | 28               | 28               | 28               | 27               |
| Середній мінімум, °C    | 24               | 23               | 23               | 24               | 24               | 23               | 23               | 24               | 25               | 25               | 25               | 25               | 24               |
| Абсолютний мінімум, °C  | 18               | 20               | 20               | 20               | 17               | 17               | 18               | 17               | 20               | 22               | 16               | 20               | 16               |
| Норма опадів, мм        | 200              | 290              | 380              | 360              | 280              | 120              | 80               | 40               | 30               | 30               | 70               | 100              | 2060             |
| ----------------------- | ---------------- | ---------------- | ---------------- | ---------------- | ---------------- | ---------------- | ---------------- | ---------------- | ---------------- | ---------------- | ---------------- | ---------------- | ---------------- |
| Джерело: Weatherbase    |                  |                  |                  |                  |                  |                  |                  |                  |                  |                  |                  |                  |                  |